# Tambourin club de Viols-le-Fort
Maillots
Le Tambourin club Viols-le-Fort est un club français de balle au tambourin localisé à Viols-le-Fort (Hérault). Après trois saisons (2010, 2011, 2012) passées dans l'élite (Nationale 1) l'équipe fanion masculine du club évolue en deuxième division (Nationale 2) du Championnat de France de balle au tambourin. Il retrouve le championnat National 1 pour la saison 2020. 

## Histoire
Le tambourin est pratiqué en club depuis 1909 à Viols-le-Fort. Le club actuel est fondé en 1950 . Le club compte 60 joueurs licenciés répartis en huit équipes.
Champion de France de Nationale 3 en 2007, le club parvient en Nationale 1 en 2009. Le TCV assure son maintien parmi l'élite en 2010 malgré une dernière place à l'issue de la phase régulière du championnat. En poule de maintien, Viols parvient en effet à éviter les deux dernières places. 
À l'issue de la saison 2011 le TCV sauve sa place grâce, d'une part, à l'expansion du championnat N1 de 8 à 10 équipes et, d'autre part, grâce à une victoire contre Poussan en match de barrage,.
La saison 2012 voit la descente de l'équipe première, qui termine avant-dernière de N1, en championnat Nationale 2. Le club retrouve le championnat National 1 à l'issue de la saison 2019.